# Kop met vier neuzen
Kop met vier neuzen is een kunstwerk in Amsterdam-Zuidoost van de hand van Anton Martineau.

## Bijlmerman
De kunstenaar had in 1975 een perspexbeeld ontworpen voor metrostation Ganzenhoef. Dat beeld, getiteld Man met bonbondoos, een buste van een man in regenjas met hoed, die in zijn ene hand een sigaret vasthoudt en in de andere iets wat leek op een bonbondoos. Het kon van binnenuit verlicht worden, maar deze verlichting werkte zelden. Het verdween rond 1997 toen het gebied rondom het station werd aangepakt in het kader van stadsvernieuwing. De gemeente probeerde een aantal jaren te achterhalen waar het beeld, dat in de volksmond de Bijlmerman werd genoemd, gebleven was, maar kon het niet terugvinden.

## Kop met vier neuzen

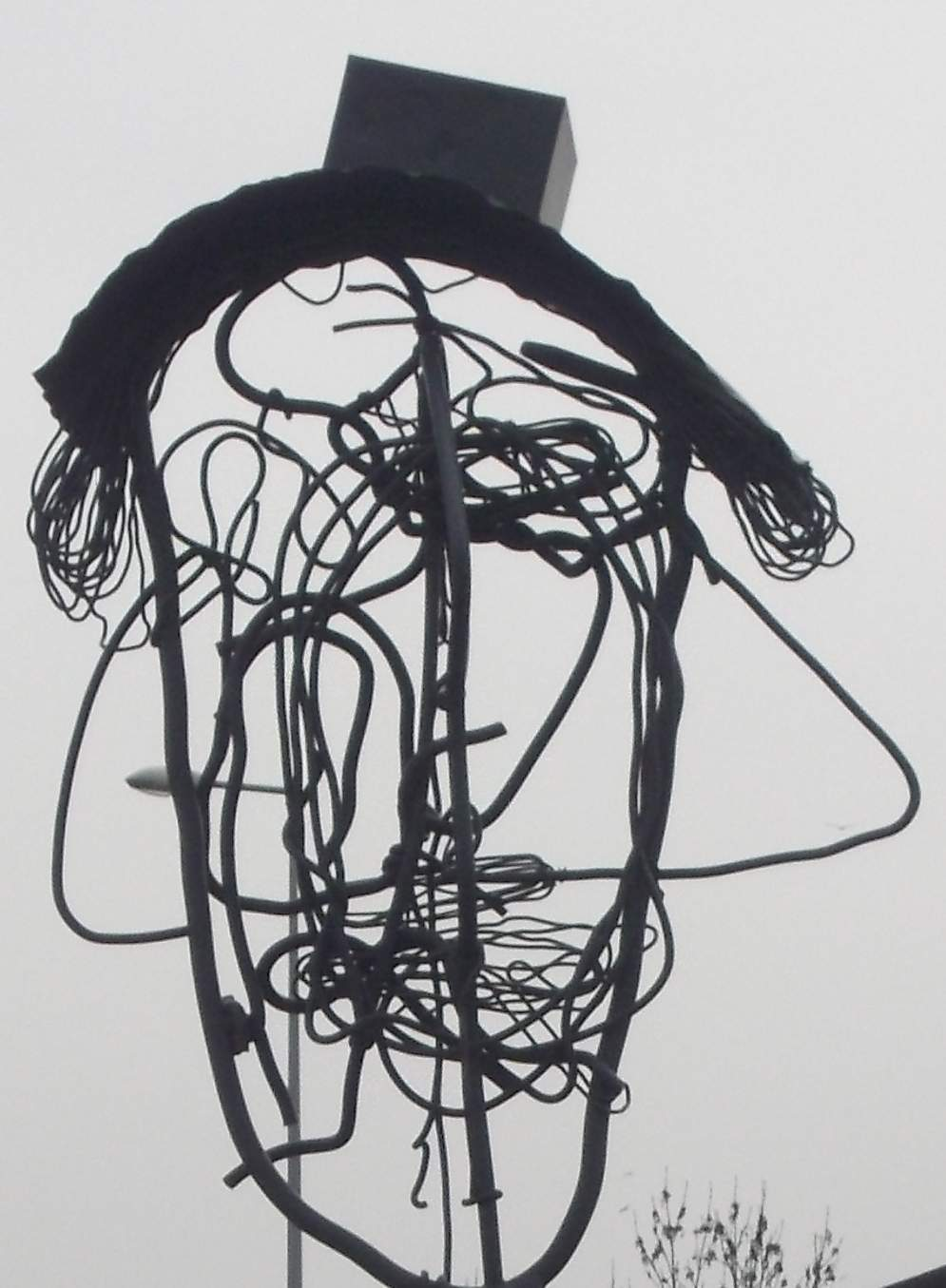
Detail Kop met vier neuzen (2014)

Daarop kreeg de kunstenaar het verzoek van het Amsterdams Fonds voor de Kunst, de Gemeente Amsterdam en Stadsdeel Zuidoost om een nieuw beeld te maken voor een nieuwe plaats; de kruising tussen Bijlmerdreef en Groesbeekdreef. De kop en de vier neuzen worden gevormd door een wirwar aan draden van ijzer, die in de lucht lijken te hangen hangen, staan en of liggen. Het geheel wordt bijeen gehouden door kleine stukjes ijzer, die de verbinding tussen al de draden vormen. De neuzen staan daarbij alle kanten op, wat de achtergrond hiervan is, is niet duidelijk. De een houdt het op vrijheid, eigenzinnigheid en onafhankelijkheid, de ander op inspiratie door Pablo Picasso, enige tijd bekend vanwege gemankeerde gezichten. Ook het idee van een windroos lijkt niet gek (Het Parool). Het beeld heeft als ondertitel 'tekening tegen de wolken'. Boven het gezicht is wederom een hoofddeksel te zien; hier is het schijnbaar een alpinopet. Het geheel staat op een plaatstalen sokkel, die tevens dienstdoet als een taps toelopende schouder- en halspartij.